# Ramble at the Ryman
Ramble at the Ryman es un álbum en directo del músico estadounidense Levon Helm, publicado por Vanguard Records en 2011.
El álbum incluye la actuación de Levon Helm en el Ryman Auditorium de Nashville, Tennessee el 1 de septiembre de 2008, y contiene seis canciones de The Band y material de álbumes en solitario de Helm. Acompañando a Helm, entre otros músicos, están el multinstrumentista Larry Campbell y la hija de Levon, Amy Helm, y repite la fórmula de los conciertos que Helm programa mensualmente en su hogar y estudio de Woodstock (Nueva York), combinando sus canciones con las de otros músicos de la banda.
Ramble at the Ryman ganó el Grammy al mejor álbum de americana en 2012, repitiendo el éxito cosechado en la misma categoría en 2009 por su trabajo Electric Dirt.

## Lista de canciones
| N.º | Título                    | Escritor(es)             | Duración |  |
| 1.  | «Ophelia»                 | Robbie Robertson         | 3:58     |  |
| 2.  | «Back To Memphis»         | Chuck Berry              | 4:54     |  |
| 3.  | «Fannie Mae»              | Ronnie Hawkins           | 3:33     |  |
| 4.  | «Baby Scratch My Back»    | Slim Harpo               | 4:13     |  |
| 5.  | «Evangeline»              | Robbie Robertson         | 3:31     |  |
| 6.  | «No Depression In Heaven» | James David Vaughan      | 4:01     |  |
| 7.  | «Wide River to Cross»     | Buddy & Julie Miller     | 4:44     |  |
| 8.  | «Deep Elem Blues»         | Traditional              | 7:12     |  |
| 9.  | «Anna Lee»                | Laurelyn Dossett         | 4:02     |  |
| 10. | «Rag Mama Rag»            | Robbie Robertson         | 4:21     |  |
| 11. | «Time Out For The Blues»  | Dan Hart, Buddy Starcher | 2:44     |  |
| 12. | «A Train Robbery»         | Paul Kennerley           | 5:41     |  |
| 13. | «The Shape I’m In»        | Robbie Robertson         | 4:43     |  |
| 14. | «Chest Fever»             | Robbie Robertson         | 7:03     |  |
| 15. | «The Weight»              | Robbie Robertson         | 6:14     |  |